# Wrigley Field
El Wrigley Field és un estadi de beisbol de la ciutat de Chicago, Illinois, i és la seu dels Chicago Cubs de les Grans Lligues de Beisbol des de l'any 1916.
Està situat a la zona residencial de Lakeview, a l'anomenada Ciutat dels Vents.
Va obrir les portes l'any 1914 amb el nom de Weeghman Park, nom que va ostentar fins al 1920. En aquest any va canviar al nom de Cubs Park, que només va durar fins al 1926, en què va prendre el nom que l'ha fet llegendari.
El 1932 "el Bambino" Babe Ruth va assenyalar cap a les grades abans d'un llançament, tot seguit, va dipositar aquí la bola.
L'estadi és fàcilment identificable per les plantes enfiladisses en els jardins, així com una petita barda de maons darrere del home. La superfície és de gespa natural i té capacitat per a 41.118 espectadors.
També va ser la seu dels Chicago Bears de l'NFL des del 1921 fins al 1970.